# Chris Kermode
Chris Kermode (13 gennaio 1965) è un dirigente sportivo britannico, ex presidente dell'Association of Tennis Professionals.

## Carriera
Coinvolto nel tennis per più di 30 anni, dopo la sua modesta carriera da giocatore professionista dal 1985 al 1988, Kermode ha lavorato a Londra come allenatore di tennis e in seguito è stato direttore del torneo dei Queen's Club Championships. Dal 2008 al 2014 è stato amministratore delegato dell'ATP World Tour, l'evento di fine stagione ATP World Tour Finals. Inoltre, Kermode ha lavorato nel settore della musica e del cinema.
Il 20 novembre 2013 Kermode è stato nominato presidente esecutivo e presidente dell'ATP per succedere a Brad Drewett, morto a causa di una malattia nel maggio 2013. Il suo mandato triennale è iniziato il 1º gennaio 2014 e si svolge nell'ufficio londinese dell'ATP. Il 7 marzo 2019 l'ATP ha annunciato che Kermode lascerà la sua posizione alla fine dell'anno. Prima di essere nominato dall'ATP Kermode ha richiesto la carica di amministratore delegato presso la British Lawn Tennis Association (LTA), ma non è stato selezionato.